# Paramugil georgii
Paramugil georgii is een straalvinnige vissensoort uit de familie van de harders (Mugilidae). De wetenschappelijke naam van de soort is voor het eerst geldig gepubliceerd in 1897 door Ogilby.